# U-Bahnhof Am Hart
Der U-Bahnhof Am Hart ist ein Bahnhof der U-Bahn München. Er liegt im gleichnamigen Münchner Stadtteil Am Hart und wird von der U-Bahn-Linie U2 bedient.

## Lage
Der U-Bahnhof liegt unter der Knorrstraße, in etwa auf Höhe der Sudetendeutschestraße. Dort liegt fußläufig das Wirtshaus am Hart. Westlich des Bahnhofs liegt das Forschungs- und Innovationszentrum von BMW.

## Geschichte
Der U-Bahnhof Am Hart wurde von dem Architekturbüro Hilmer Sattler entworfen und fotografisch von Jens Weber dokumentiert. Eröffnet wurde er am 20. November 1993 mit der Verlängerung der U2 vom Bahnhof Scheidplatz zur Station Dülferstraße.

## Beschreibung
Der Bahnhof hat einen zentralen Bahnsteig. An der Decke des Bahnhofs sind geschwungene weiße Aluminiumtafeln befestigt, die das Licht der beiden Lichtbänder auf den Bahnsteig reflektieren. Die Seitenwände sind mit blauen Mosaikfliesen belegt, die mit längslaufenden Edelstahlbändern eingefasst sind. Die Säulen sind mit kleinen weißen Glasfliesen verkleidet.
Am südlichen Ende des Bahnsteigs führt ein Lift, der mit Glasbausteinen eingefasst ist, direkt an die Oberfläche. Über Fahr- und Festtreppen gelangt man in ein kleines Sperrengeschoss, von wo aus man beidseits die Knorrstraße auf Höhe der Troppauer Straße erreichen kann. Am nördlichen Bahnsteigende kommt man zu einem Busbahnhof auf Höhe der Sudetendeutschestraße. Von dort fahren Münchner Stadt- und Regionalbusse in die nördlichen Münchner Stadtteile, zum Helmholtz-Zentrum München und zeitweise nach Dachau.
In der Tunnelröhre Richtung Süden wurde von einer Kunstklasse der Willy-Brandt-Gesamtschule auf der in Fahrtrichtung linken Seite zwischen „Am Hart“ und „Frankfurter Ring“ aus blauen und weißen Linien und Mustern eine Kunstinstallation an der Tunnelwand gemalt.

## Verkehr
| Linie | Linienverlauf |
| ----- | --- |
| U2    | Feldmoching – (1065 m) – Hasenbergl – (631 m) – Dülferstraße – (1112 m) – Harthof – (962 m) – Am Hart – (1010 m) – Frankfurter Ring – (657 m) – Milbertshofen – (1094 m) – Scheidplatz – (1103 m) – Hohenzollernplatz – (756 m) – Josephsplatz – (513 m) – Theresienstraße – (730 m) – Königsplatz – (583 m) – Hauptbahnhof – (905 m) – Sendlinger Tor – (746 m) – Fraunhoferstraße – (1116 m) – Kolumbusplatz – (711 m) – Silberhornstraße – (553 m) – Untersbergstraße – (654 m) – Giesing – (1280 m) – Karl-Preis-Platz – (868 m) – Innsbrucker Ring – (1576 m) – Josephsburg – (978 m) – Kreillerstraße – (1207 m) – Trudering – (959 m) – Moosfeld – (1683 m) – Messestadt West – (925 m) – Messestadt Ost |